# あいざわみほ
あいざわ みほ（あいざわ みほ、1984年7月29日 - ）は、日本の元女優。引退前は、アイリンク株式会社に所属していた。
趣味は、海外旅行。特技は韓国語。

## 略歴・人物
- 埼玉県出身。蕨市立西小学校 、淑徳巣鴨中学校を経て、淑徳巣鴨高等学校卒業。
- テレビ初出演は0歳。本格的に活動を始めたのは4歳。東映児童研修所（後の東映アカデミー、現在の東京撮影所 マネージメント部（東映マネージメント））に所属し、特撮(戦隊物）や、さすらい刑事、はぐれ刑事などのTV、映画等に出演。当時の宮本貞子指導のヤングフレッシュのメンバーである。
- 「カルビーかっぱえびせん」や、「NEWクレラップ」、「亀田のあられおせんべい」のCMソングを唄う。
- 特攻隊にスポットをあてた舞台、新国立劇場「Kiss Me You」に出演する際、 特攻基地のあったことで知られている鹿児島県の知覧町へ一人旅をする。
- NHK「住所変更登録CM」に出演している。

## 出演

### テレビ
- CX「ビター・ブラッド〜最悪で最高の親子刑事〜」
- CX 「極悪がんぼ」ホステス役
- BSジャパン「文豪の食彩」
- TX「殺しの女王蜂」看護師　眞鍋恵美役
- CX 「白衣のなみだ」第三章 レギュラー看護師
- CX 「白衣のなみだ」第二章 レギュラー看護師
- CX 「白衣のなみだ」第一章 レギュラー看護師
- TBS「花より男子」
- EX 「金曜エンターテイメント〜おふくろのお節介〜」
- EX 「はぐれ刑事純情派〜自転車泥棒〜」
- EX 「さすらい刑事旅情編6〜湯煙の女〜｣犯人の娘 由美子役
- EX 「さすらい刑事旅情編4〜父に似た殺人者〜」殺人犯の娘 片平志津子役
- EX 「月曜ワイド劇場 女囚犯歴簿6」殺人犯の娘　実穂役
- TBS「金曜日のスマたちへ」
- EX「仮面ライダー555」
- EX 「爆竜戦隊アバレンジャー」
- EX 「重甲ビーファイター」
- CX 「if~運命の瞬間スペシャル　〜松本サリン事件篇〜」河野家　長女役
- NTV「いつみても波瀾万丈 〜山口洋子篇〜」本人役
- NTV「鑑識の神様」第一発見者の女の子役
- NTV「知ってるつもり?!〜李万子篇〜」本人役少女時代
- EX「特捜ロボ ジャンパーソン」被害家族の娘役
- EX「有言実行三姉妹シュシュトリアン」
- EX「うたう!大龍宮城」
- EX「不思議少女 ナイルなトトメス」
- EX「特救指令ソルブレイン」
- CX「田代君のコドモのおもちゃ!！」

### 映画
- 「赦免花｣軽部進一監督
- 「前橋ヴィジュアル系｣大鶴義丹監督 追っかけ3人組役
- 「ブルーバレンタイン2｣山谷亨監督 韓国人役
- 「ジェネラルルージュの凱旋｣中村義洋監督
- 「DEVILMANデビルマン」那須博之監督
- 「バトルロワイアル 特別編」深作欣二監督
- 「ウルトラマン」実相寺昭雄監督

### CM
- NHK「2013年度 住所変更登録のお知らせ」
- 「KIRIN 氷結」
- 「KIRIN 午後の紅茶｣
- 「森永 MARIE｣
- 「コカ・コーラ｣
- 「学研ノート｣

### CM ソング
- 「ゼブラ ハイマッキー｣
- 「西友｣
- 「亀田のあられ　おせんべい｣
- 「ニュークレラップ｣
- 「カルビーかっぱえびせん｣

### VHS/DVD
- 「渋谷女子高生が語った本当にあった怖い話」お化け役
- 「野獣学園」いじめっ子役
- 「プレイエンジェルズVol.1」準主演 沙耶役
- 「プレイエンジェルズVol.2」準主演 沙耶役
- 「呪われた死のアルバム」女子高生役
- 「織田無道の本当にある呪いの話」お化け、女将２役

### VP
- 「家電製品啓発ビデオ」主婦役
- 「入浴液「赤ちゃんの。」

### CD/カセット
- 「みんなのうた」田中星児 コーラス
- 「少年時代」沢田知可子 コーラス
- 「あした、大きく」メロディー
- 「童話ソング集」メロディー

### アフレコ
- 映画「特捜ロボ ジャンパーソン」
- TV EX「重甲ビーファイター」
- TV EX「さすらい刑事旅情編」

### モデル
- 「プリズム館主催 着物ショー」

### 舞台
- 引退公演　Air Studioプロデュース公演「蜘蛛の巣」主演　両国Air Studio
- HIROZ イベント公演 「KILLER 〜失われた記憶〜スピンオフ」 ヒロイン 心役 香川県
- ニューレオマワールド内 日本元気劇場
- 劇団TIME LIMITS「偽りの月」芽衣役
- 劇団アルフェージュ「ヘレン･ケラー」ヘレン･ケラー役
- HIROZ イベント公演 「killer 〜愛する者を守る為に〜」 ヒロイン 心役 石川県日本元気劇場
- Air Studioプロデュース公演「プレイス」主演:美奈役 東日本橋AQUAスタジオ
- Air Studioプロデュース公演「Kiss　Me　You」メインキャスト 須藤宮子役 新国立劇場
- HIROZ イベント公演「killer〜愛する者の為に〜」ヒロイン 心役 赤坂日本元気劇場
- 劇団空間エンジンプロデュース「PRIDE」ヒロイン:小沢彩役 両国Air Studio
- 劇団空間エンジンプロデュース「時計〜僕がいる理由〜」主演:浅井安子役 東銀座Air Studio
- Air Studioプロデュース「いや、ばれるで、こりゃ。」刑事:鈴木淳子役 東日本橋AQUAスタジオ
- 劇団空間エンジンプロデュース「第六天魔王の最期〜夏目漱石推理帳〜」ヒロイン 明智光秀の子孫:明智聡子役 東銀座Air Studio
- A-Lightsプロデュース「テガミ」刑事:結城役 池袋シアターグリーンBIG TREE THEATER
- 空間エンジンプロデュース「炎」準主演:おるん役 スペース107
- 空間エンジンプロデュース「それいけ!遠山一家〜色の都、霧に野良犬」ヒロイン 花魁:朝霧役 東銀座Air Studio
- A-Lightsプロデュース「テガミ」刑事:結城役 池袋シアターグリーンBIG TREE THEATER
- 空間エンジンプロデュース「炎」準主演:おるん役 スペース107
- 空間エンジンプロデュース「それいけ!遠山一家〜色の都、霧に野良犬」ヒロイン 花魁:朝霧役 東銀座Air Studio
- Air Studioプロデュース「TOKYO ZOOM II」ヒロイン:由香役 東銀座Air Studio
- Air Studioプロデュース「KEIKI〜夏目漱石推理帳〜」ヒロイン:樋口一葉役 東銀座Air Studio
- Air Studioプロデュース「Juliet」主演 芹沢彩役 東銀座Air Studio
- Air Studioプロデュース「SAKURA」南部藩主人公の妻:田上春役 東銀座Air Studio
- Air Studioプロデュース「HETARE」ヒロイン:千里役 東銀座Air Studio
- Air Studioプロデュース「Juliet」湯川里奈役 東銀座Air Studio
- Air Studioプロデュース「奴ら」ヒロイン 極道の娘:黒田サキ役 東銀座Air Studio
- 劇団 新-さら「Iと逢いと哀と愛」主人公の妹役
- Air Studioプロデュース「オサエロ」ヒロイン:沢口夏子役 東銀座Air Studio
- 東京Sarada BOX エレベーター」看護師役 池袋シアターグリーン BOX in BOX
- R－PROJECT「地下鉄の風」主演 ゆり役 アイピット目白
- 自信プロデュース Ai計画「追え!愛しの黄金銃!」ヒロイン:さくら役 アイピット目白
- Carm factryプロデュース「プライス」悪魔:メーデン役 中野･ザ･ポケット

### レストラン公演
- 「恋愛大暴走」再演 ヒロイン 六本木DD
- 「Happy Cafe」ヒロイン 六本木DD
- 「砂時計」再演 ヒロイン 六本木DD
- 「One more chance」再演 ストーカー役 荻窪JUNON
- 「恋愛大暴走」ヒロイン 荻窪JUNON
- 「One more chance」ストーカー役 Quenno Fontoni
- 「砂時計」ヒロイン Quenno Fontoni

### 資格
- 秘書能力検定　１級
- 文部省認定　秘書技能検定準２級
- 文部省認定　漢字検定　準２級
- 書道　七段
- ビジネス実務法務検定　３級
- WORD文書処理技能技能認定試験　３級
- EXCEL・表計算処理技能認定試験　３級
- 乗馬 5級ライセンス
- 危険物取扱者乙４類資格
- ファイナンシャル・プランニング技能士(資産設計提案業務)2級資格
- 韓国語能力検定（TOPIK）5級(上級)

### その他
- マジシャン“アンディ先生”イリュージョンショー